# Пипер, Франц
Франц Аугуст Отто Пипер (нем. Franz August Otto Pieper) (27 июня 1852 года — 3 июня 1931 года) — конфессиональный лютеранский теолог, президент Лютеранской Церкви — Синод Миссури с 1899 по 1911 год.

## Биография
После окончания гимназии в Кольберге Франц Пипер в 1870 году эмигрировал в США. В 1872 году он окончил Северо-Западный колледж в Уотертауне, Висконсин, а в 1875 году — семинарию Конкордия, Сент-Луис, штат Миссури. 11 июля 1875 года в Сентервилле, Висконсин преподобный А.Хёнеке Пипер был ординирован в пастора. Далее он служил лютеранский пастор в Сентервилле и Манитоуоке, штат Висконсин (1875-78). 2 января 1877 Пиер женился на Минни Кён. С 1878 по 1887 он был профессором богословия в семинарии Конкордия, президентом данной семинарии (с 1887 года), а в 1899 году был выбран президентом Синода Миссури. Помимо этого Пипер был редактором семинарского журнала «Lehre und Wehre».
В 1903 году он получил степень доктора богословия в Северно-Западном колледже в Уотертауне, и степень доктора теологии honoris causa в колледже Лютере в Декорах, Айова. С 1882 по 1899 год он служил в Совете по миссии для цветного населения Евангелическо-лютеранской синодальной конференции Северной Америки.
Пипер известен своими богословскими трудами. Его главная книга — «Христианская догматика» (нем. Christliche Dogmatik) (1917—1924), в переводе на английский — англ. Christian Dogmatics (1950—1953). Помимо этого он является автором базового учебника по догматике Миссурийского синода, а также краткого изложения вероучения церкви.

## Труды
- Christliche Dogmatik. 4 vols. (St. Louis: Concordia Publishing House, 1917—1924) [English translation: Christian Dogmatics. 4 vols. (St. Louis: Concordia Publishing House, 1950—1953)]
(In German, public domain) Vol I Vol II Vol III Архивная копия от 3 июня 2018 на Wayback Machine
- The Synodical Conference, an essay in The Distinctive Doctrines and Usages of the General Bodies of the Evangelical Lutheran Church in the United States (Philadelphia, 1892), 119—166.
- Gesetz und Evangelium (1892)
- Das Grundbekenntnis der evangelisch-lutherischen Kirche (St. Louis: Concordia Publishing House, 1880).
- Lehre von der Rechtfertigung (1889)
- Unsere Stellung in Lehre und Praxis (St. Louis, 1896)
- Lehrstellung der Missouri-Synode (1897)
- Christ’s Work (1898).
- Das Wesen des Christentums (1903)
- Conversion and Election : a Plea for a United Lutheranism (1913, HathiTrust Digital Library)
- What Is Christianity and Other Essays. John Theodore Mueller, tr. (St. Louis: Concordia Publishing House, 1933)